# Kristijan Milaković
Kristijan Milaković (Zagabria, 21 aprile 1992) è un pallanuotista croato, difensore della De Akker Team.

## Carriera
Cresciuto nello Medvescak Zagabria, squadra della sua città, si trasferisce al Mladost nel 2011 a 19 anni. Nel 2014 viene acquistato dal Como e nella stagione successiva passa alla Rari Nantes Savona. Nel 2019 passa alla Pallanuoto Trieste.
È stato il capocannoniere della LEN Euro Cup 2013-2014.
Debutta nella nazionale croata nel 2012 e vince la sua prima medaglia nel 2014 durante la Coppa del Mondo tenutasi in Kazakistan.

## Palmarès

### Club
- Kup Hrvatske: 1

Mladost: 2011

### Nazionale
- Coppa del Mondo

Almaty 2014: 
- Mondiali giovanili

Sebenico 2009: 
- Europei giovanili

Belgrado 2008: 

### Competizioni giovanili
- Campionato croato: 6

Medvescak: 2004, 2005, 2006, 2007, 2008, 2009
- Kup Hrvatske: 6

Medvescak: 2004, 2005, 2006, 2007, 2008, 2009
- Trofeo di Belgrado: 2

Medvescak: 2007, 2008
- Torneo di Natale: 1

Medvescak: 2007
- Mali Medo: 1

Medvescak: 2006
- Nereus Cup: 1

Medvescak: 2005
- Megaroniada: 1

Medvescak: 2002

### Individuale
- (2014) Capocannoniere del LEN Euro Cup 2013-2014
- (2011) Migliore squadra maschile a Zagabria -  Mladost
- (2009) All-Star squadra di Mondiali giovanili
- (2009) Premio annuale da Zagabria Pallanuoto Association per vincere la medaglia d'oro di Mondiali giovanili
- (2009) Premio annuale da Zagabria Pallanuoto Association per il miglior U17 giocatore di pallanuoto
- (2008) Miglior giocatore della U17 Campionato croato
- (2008) Miglior giocatore della U17 Coppa di Croazia
- (2007) Miglior giocatore della U16 Torneo di Natale
- (2007) Miglior giocatore della U16 Trofeo di Belgrado

## Statistiche

### Presenze e reti nei club
Statistiche aggiornate al 27 febbraio 2017.
| Stagione        | Squadra         | Raggruppamenti  | Raggruppamenti | Raggruppamenti | Campionato | Campionato | Campionato | Coppe nazionali | Coppe nazionali | Coppe nazionali | Coppe continentali | Coppe continentali | Coppe continentali | Totale | Totale |
| Stagione        | Squadra         | Comp            | Pres           | Reti           | Comp       | Pres       | Reti       | Comp            | Pres            | Reti            | Comp               | Pres               | Reti               | Pres   | Reti   |
| --------------- | --------------- | --------------- | -------------- | -------------- | ---------- | ---------- | ---------- | --------------- | --------------- | --------------- | ------------------ | ------------------ | ------------------ | ------ | ------ |
| 2011-2012       | Mladost         | Lega Adriatica  | 16             | 19             | 1. Liga    | 5          | 9          | Kup RH          | 3               | 3               | LCL                | 16                 | 12                 | 40     | 43     |
| 2012-2013       | Mladost         | Lega Adriatica  | 18             | 41             | 1. Liga    | 4          | 3          | Kup RH          | 2               | 4               |                    | -                  | -                  | 24     | 48     |
| 2013-2014       | Mladost         | Lega Adriatica  | 23             | 54             | 1. Liga    | 5          | 7          | Kup RH          | 2               | 5               | LCL+LEC            | 12                 | 33                 | 42     | 99     |
| Totale Mladost  | Totale Mladost  | Totale Mladost  | 57             | 114            |            | 14         | 19         |                 | 7               | 12              |                    | 28                 | 45                 | 106    | 190    |
| 2014-2015       | Como            |                 | -              | -              | A1         | 22         | 33         | CI              | 3               | 5               |                    | -                  | -                  | 25     | 38     |
| Totale Como     | Totale Como     | Totale Como     | -              | -              |            | 22         | 33         |                 | 3               | 5               |                    | -                  | -                  | 25     | 38     |
| 2015-2016       | Savona          |                 | -              | -              | A1         | 26         | 51         | CI              | -               | -               |                    | -                  | -                  | 26     | 51     |
| 2016-2017       | Savona          |                 | -              | -              | A1         | 16         | 24         | CI              | 7               | 6               |                    | -                  | -                  | 23     | 30     |
| Totale Savona   | Totale Savona   | Totale Savona   | -              | -              |            | 42         | 75         |                 | 7               | 6               |                    | -                  | -                  | 49     | 81     |
| Totale carriera | Totale carriera | Totale carriera | 57             | 114            |            | 78         | 127        |                 | 17              | 23              |                    | 28                 | 45                 | 180    | 309    |